# Katarina Knudsdatter
Katarina (eller Katrine) Knudsdatter var datter af Knud Lavard og hans hustru Ingeborg af Novgorod, og dermed søster til Valdemar den Store.
Katarina giftede sig ca. 1159 med Prislav af Lolland (sv) (ca. 1115-1175), søn af den abodritiske fyrste Niklot. Prislav fik i forbindelse hermed titel som jarl af Lolland. Parret fik to kendte sønner.